# Доходный дом Я. В. Ратькова-Рожнова
Доходный дом Якова Владимировича Ратькова-Рожнова — памятник архитектуры. Расположен в Санкт-Петербурге, современный адрес дома — улица Пестеля, 13-15.
Участок принадлежал Ратькову-Рожнову с 1898 года, до этого в левой его части с 1830-х годов стоял двухэтажный особняк графини Н. В. Строгановой.
Здание построено в 1898—1900 годах по проекту Павла Юльевича Сюзора. Стены плотно декорированы — горизонтальной рустовкой, фронтонами, рельефами и скульптурой. Первые этажи отведены под магазины, у них сделаны витринные окна. Узкий и широкий корпуса дома объединены с использованием мотива триумфальной арки, над которой расположен жилой этаж, выглядящий как аттик. Вследствие разной ширины корпусов арка, поднятая на высоту четырёх этажей, смещена вправо от центральной оси, двор-курдонёр за ней оформлен так же, как парадный фасад. На пилонах по сторонам арки расположены украшенные скульптурой обелиски, на тимпане с задней стороны помещена монограмма, две скрещенные буквы «Р». В левой части здания расположены три эркера, центральный из которых поддерживают полуфигуры-гермы атлантов. В скульптуре здания использованы мотивы арматуры как традиционные, а также связанные с деятельностью хозяина здания носы кораблей и якоря, кадуцей, сноп пшеничных колосьев и топор. Кроме основного двора, у дома есть четыре двора-колодца. Входы украшены разорванными лучковыми фронтонами и путти, у окон парадного периметра сделаны фигурные сандрики, карниз здания — массивный, с модульонами.
Площадки парадных лестниц облицованы метлахской плиткой, у них разные конфигурации и конструкции. Перила ажурные, в отделке многих квартиры сохранились лепные плафоны, камины, печи.
Во время Великой Отечественной войны северо-восточная часть здания сгорела, восстановление прошло по проекту В. А. Потапова, при этом квартиры были восстановлены с серийной, не исторической лепкой. Реставрация фасадов была проведена в 2011—2012 годах.
Среди известных жильцов дома — С. В. Ельцин и В. В. Андреев.